# 荆南节度使
荆南节度使，唐朝在今湖北省中部设立的节度使，又称荆澧节度使。
至德二载（757年），由江陵防御使升为荆南节度使，使治江陵郡（荆州），领江陵郡（荆州）、竟陵郡（复州）、武陵郡（朗州）、澧阳郡（澧州）、富水郡（郢州）等六郡。
乾元元年（758年），诸郡咸改州号，罢夔峡节度使，所领夔州、归州、峡州、万州、忠州五州改隶荆南节度使。荆南节度使领荆州、澧州、朗州、复州、郢州、夔州、归州、峡州、万州、忠州等十州。
乾元二年（759年），荆南节度使所领澧、朗二州与黔中节度使所领溆州等州置澧朗溆都团练使，所领夔、归、峡、万、忠五州置夔忠等州都防御使。荆南节度使领荆、郢、复三州。
上元元年（760年），荆州升为江陵府以为南都，以江陵尹充荆南节度使。罢澧朗溪都团练使、夔忠等州都防御使，所领州还隶荆南节度使。荆南节度使所领郢、复二州改隶山南东道节度使。荆南节度使领江陵府和澧、朗、夔、归、峡、万、忠七州。
上元二年（761年），江南西道废衡州防御使所领衡、道、永、邵、潭5州，废鄂岳都团练使岳州，岭南道废韶连郴都团练使连、郴2州，黔中道黔中节度使涪州，改隶荆南节度使。荆南节度使领江陵府和澧、朗、夔、归、峡、万、忠、衡、道、永、邵、潭、岳、连、郴、涪等十六州。
广德二年（764年），析荆南节度使所领衡、道、永、邵、潭、连、郴7州置湖南都团练守捉观察处置使。夔、万、忠、涪四州置夔忠等州都防御使。荆南节度使领江陵府和澧、朗、归、峡、岳等五州。
永泰元年（765），割荆南节度使所领岳州改隶江南西道鄂岳都团练观察使。荆南节度使领江陵府和澧、朗、归、峡等四州。
大历元年（766），夔忠等州都防御使涪州改隶荆南节度使。荆南节度使领江陵府和澧、朗、归、峡、涪等五州。
大历十四年（779），析荆南节度使所领澧、朗、峡三州置澧朗峡都团练使。荆南节度使领江陵府和归、涪等二州。
寻，罢澧朗峡都团练使。澧、朗、峡三州还隶荆南节度使。荆南节度使领江陵府和澧、朗、归、峡、涪等五州。
元和三年（808），荆南节度使涪州改隶黔中道黔中经略观察使。荆南节度使领江陵府和澧、朗、归、峡等四州。
光化元年（898），以荆南节度使澧、朗二州，黔中道武泰军节度使溆州置武贞军节度使，治朗州。荆南节度使领江陵府和归、峡等二州。
后来高季兴擔任荆南节度使時，成为五代十国的南平国。

## 历代節度使
- 杜鸿渐（759年）
- 魏仲犀（759年）
- 吕諲（760年—762年）
- 李岘（762年—763年）
- 颜真卿（763年，未到任）
- 卫伯玉（763年—776年）
- 王昂（770年，未到任）
- 张延赏（776年—779年）
- 庾准（780年—781年）
- 李昌巙（781年—782年）
- 张伯仪（782年—785年）
- 李皋（785年—787年）
- 樊泽（787年—792年）
- 裴胄（792年—803年）
- 裴均（803年—808年）
- 赵昌（808年）
- 赵宗儒（808年—811年）
- 严绶（811年—814年）
- 袁滋（814年—816年）
- 裴武（816年—821年）
- 王潜（821年—829年）
- 崔群（829年—830年）
- 段文昌（830年—832年）
- 崔琯（832年—834年）
- 韦长（835年—838年）
- 李石（838年—843年）
- 郑涯（844年—846年）
- 李德裕（846年）
- 郑肃（846年—849年）
- 崔铉（850年，遥领？）
- 卢商（850年—851年）
- 杨汉公（851年—854年）
- 苏涤（854年—857年）
- 白敏中（857年—859年）
- 萧鄴（859年—862年）
- 裴休（862年—864年）
- 崔铉（865年—868年）
- 徐商（869年）
- 杜悰（869年—870年）
- 刘瞻（870年，未任）
- 刘异（870年—872年）
- 杜悰（872年—873年）
- 路岩（873年）
- 崔涓（874年）
- 杨知温（876年—878年）
- 高骈（878年）
- 王铎（879年）
- 宋浩（879年—880年）
- 常滋（880年）
- 郑绍业（880年—881年）
- 段彦谟（881年—882年）
- 李燧（882年）
- 郑绍业（882年，未到任）
- 陈儒（882年—885年）
- 张瑰（885年—887年）
- 王建肇（887年—888年）
- 成汭（888年—903年）
- 孔纬（891年，未任）
- 孙惟晟（893年，未任）
- 雷彦恭（903年）
- 赵匡明（903年—905年）
- 赵匡凝（904年，未任）
- 贺瓌（905年—906年）
- 高季昌（906年—929年）
- 高从诲（929年—948年）
- 高保融（948年—960年）
- 高保勗（960年—962年）
- 高繼沖（962年—963年）
- 王仁赡（963年—964年）
- 吕余庆（964年）
- 卢怀忠（964年—966年）
- 扈蒙（976年）